# غرب شرارده بنی حسین
غرب شرارده بنی حسین (به عربی: الغرب شراردة بني حسين) یکی از مناطق مراکش بود که در شمالغربی این کشور قرار داشت. این استان ۸٬۸۰۵ کیلومتر مساحت داشت و جمعیت آن در سال ۲۰۰۴ برابر با ۱٬۸۵۹٬۵۴۰ نفر بوده است. مرکز این منطقه شهر قنیطره بود.